# Aderus pilicornis
Aderus pilicornis é uma espécie de inseto besouro da família Aderidae. Foi descrita cientificamente por Maurice Pic em 1910.

## Distribuição geográfica
Habita nas montanhas Usambara (Tanzânia).